# Manche Masemola
Manche Masemola (1913–1928) was een Zuid-Afrikaanse christelijke martelaar.

## Jeugdjaren
Masemola werd geboren in Ga-Marishane, een klein dorpje nabij Jane Furse in Zuid-Afrika. Ze woonde daar met haar ouders, twee oudere broers, een zus en een neef. Duitse en vervolgens Engelse missionarissen hadden tientallen jaren in de Transvaal-kolonie gewerkt en tegen het begin van de twintigste eeuw bestond er een kleine christelijke gemeenschap onder het Pedi-volk, die algemeen met wantrouwen werd bekeken door de rest van de stam, die nog steeds de traditionele religie beoefende.

## Martelaarschap
Masemola volgde lessen ter voorbereiding op de doop bij haar nicht Lucia, tegen de wens van haar ouders in. Haar ouders namen haar mee naar een Sangoma (traditionele Afrikaanse genezer) en beweerden dat ze behekst was. Ze kreeg een traditioneel middel voorgeschreven, dat haar ouders haar lieten consumeren door haar te slaan. De relatie met haar ouders verslechterde en haar moeder verborg de "Europese" kleren van het meisje zodat ze geen christelijke lessen kon bijwonen.Op 4 februari 1928 brachten haar ouders de tiener naar een eenzame plek, waar ze haar vermoordden en haar begroeven bij een granieten rots op een afgelegen heuvel.
Manche had gezegd dat ze in haar eigen bloed gedoopt zou worden. Ze stierf zonder gedoopt te zijn. Manche's moeder  Masegadike bekeerde zich tot het christendom en werd veertig jaar later, in 1969, gedoopt.

## Verering
Masemola werd in minder dan tien jaar tijd tot martelaar en later heilig verklaard door de Anglicaanse kerk van de provincie Zuidelijk Afrika. Deze kerk herdenkt haar elk jaar op 4 februari, net als sommige andere kerken in de Anglicaanse Gemeenschap. Ze is een van de tien twintigste-eeuwse martelaren van over de hele wereld die zijn afgebeeld in beelden boven de Great West Door van Westminster Abbey, Londen.
Masemola wordt op 4 februari geëerd op de liturgische kalender van de Episcopale Kerk in de Verenigde Staten van Amerika.